# Француска на Светском првенству у атлетици на отвореном 2022.
Француска је учествовала на 18. Светском првенству у атлетици на отвореном 2022. одржаном у Јуџину од 15. до 25. јула осамнаести пут, односно учествовала је на свим првенствима до данас. Репрезентацију Француске представљало 39 учесника (28 мушкараца и 11 жена) који су се такмичили у 20 дисциплина (14 мушких и 6 женских).,
На овом првенству Француска је по броју освојених медаља делила 22. место са 1 освојеном медаљом (1 златна). У табели успешности према броју и пласману такмичара који су учествовали у финалним такмичењима (првих 8 такмичара) Француска је са 8 учесника у финалу делила је 14. место са 32 бода.
| Плас. | Земља     | 1. место | 2. место | 3. место | 4. место | 5. место | 6. место | 7. место | 8. место | Бр. финал. | Бод. |
| ----- | --------- | -------- | -------- | -------- | -------- | -------- | -------- | -------- | -------- | ---------- | ---- |
| =14.  | Француска | 1        | 0        | 0        | 2        | 2        | 1        | 1        | 1        | 8          | 32   |

## Учесници
| Мушкарци: - Моухамадоу Фал — 200 м - Габријел Туал — 800 м - Бенжамин Роберт — 800 м - Жими Гресијер — 10.000 м - Хасан Чахди — Маратон - Јуст Квау-Мате — 110 м препоне - Паскал Мартино Лагард — 110 м препоне - Sasha Zhoya — 110 м препоне - Вилфред Хапио — 400 м препоне - Мехди Белхаџ — 3.000 м препреке - Микел-Меба Зезе — 4х100 м - Пабло Матео — 4х100 м - Рајан Зезе — 4х100 м - Жими Вико — 4х100 м - Томас Жордије — 4х400 м - Лик Прево — 4х400 м - Симон Бојра — 4х400 м - Тео Андант — 4х400 м - Аурелијен Кинион — 35 км ходање - Рено Лавилени — Скок мотком - Тибо Коле — Скок мотком - Валентин Лавилени — Скок мотком - Жан-Марк Понтвијан — Троскок - Ензо Ходебар — Троскок - Бемжамин Кампаоре — Троскок - Кентен Биго — Бацање кладива - Јан Шосинанд — Бацање кладива - Кевин Мајер — Десетобој | Жене: - Ренел Ламот — 800 м - Лаетициа Бапте — 100 м препоне - Сирина Самба-Мајела — 100 м препоне - Алис Финот — 3.000 м препреке - Сокна Лакост — 4х400 м - Сана Гребо — 4х400 м - Sounkamba Sylla — 4х400 м - Амандин Бросје — 4х400 м - Нинон Шапел — Скок мотком - Марго Шеврије — Скок мотком - Мелина Робер-Мишон — Бацање диска |

## Освајачи медаља (1)

### злато (1)
- Кевин Мајер — Десетобој

## Резултати

### Мушкарци
| Атлетичар                                        | Дисциплина       | Лични рекорд | Квалификације   | Квалификације | Полуфинале            | Полуфинале           | Финале                | Финале       | Детаљи |
| Атлетичар                                        | Дисциплина       | Лични рекорд | Резултат        | Место         | Резултат              | Место                | Резултат              | Место        | Детаљи |
| ------------------------------------------------ | ---------------- | ------------ | --------------- | ------------- | --------------------- | -------------------- | --------------------- | ------------ | ------ |
| Моухамадоу Фал                                   | 200 м            | 20,26        | 20,83           | 5. у гр. 4    | Није се квалификовао  | Није се квалификовао | Није се квалификовао  | 40 / 44 (49) |        |
| Габријел Туал                                    | 800 м            | 1:44,23      | 1:46,34 КВ      | 2. у гр. 3    | 1:45,53 КВ            | 2. у гр. 2           | 1:45,49               | 6 / 42 (45)  |        |
| Бенжамин Роберт                                  | 800 м            | 1:43,75      | 1:45,94 кв      | 4. у гр. 2    | 1:45,67               | 4. у гр. 3           | Није се квалификовао  | 9 / 42 (45)  |        |
| Жими Гресијер                                    | 10.000 м         | 27:24,51     |                 |               |                       |                      | 27:44,55              | 11 / 24      |        |
| Хасан Чахди                                      | Маратон          | 2:08:19      | 2:09:20         | 17 / 54 (63)  |                       |                      |                       |              |        |
| Јуст Квау-Мате                                   | 110 м препоне    | 13,27        | 13,32 КВ        | 3. у гр. 4    | 13,25                 | 5. у гр. 3           | Нису се квалификовали | 29 / 38 (40) |        |
| Паскал Мартино Лагард                            | 110 м препоне    | 12,95 НР     | 13,49 (.486) кв | 5. у гр. 1    | 13,40 ЛРС             | 4. у гр. 2           | Нису се квалификовали | 13 / 38 (40) |        |
| Sasha Zhoya                                      | 110 м препоне    | 13,17        | 13,48 КВ        | 3. у гр. 3    | 13,47                 | 5. у гр. 1           | Нису се квалификовали | 18 / 38 (40) |        |
| Вилфред Хапио                                    | 400 м препоне    | 48,57        | 49,60 КВ        | 3. у гр. 2    | 48,14 КВ, ЛР          | 2. у гр. 3           | 47,41 ЛР              | 5 / 35 (37)  |        |
| Мехди Белхаџ                                     | 3.000 м препреке | 8:12,43      | 8:20,47 кв      | 4. у гр. 2    |                       |                      | 8:34,49               | 13 / 40 (41) |        |
| Микел-Меба Зезе Пабло Матео Рајан Зезе Жими Вико | 4 х 100 м        | 37,79 НР     | 38,09 КВ, НРС   | 1. у гр. 2    | Дисквалификовани      | Дисквалификовани     |                       |              |        |
| Томас Жордије Лик Прево Симон Бојра Тео Андант   | 4 х 400 м        | 2:58,96 НР   | 3:03,13 кв, НРС | 4. у гр. 2    | 3:01,35 НРС           | 7 / 13 (15)          |                       |              |        |
| Аурелијен Кинион                                 | 35 км ходање     | 2:30:01 НР   |                 |               |                       |                      | 2:28:46 НР, ЛР        | 14 / 40 (50) |        |
| Рено Лавилени                                    | Скок мотком      | 6,05 НР      | 5,75 кв         | 4. у гр. А    |                       |                      | 5,87 ЛРС              | 5 / 28 (32)  |        |
| Тибо Коле                                        | Скок мотком      | 5,82         | 5,65            | 4. у гр. А    | Није се квалификовао  | 18 / 28 (32)         |                       |              |        |
| Валентин Лавилени                                | Скок мотком      | 5,82         | Без пласмана    | Без пласмана  | Није се квалификовао  | Није се квалификовао |                       |              |        |
| Жан-Марк Понтвијан                               | Троскок          | 17,17        | 16,95 кв        | 4. у гр. Б    | 16,86                 | 8 / 27 (29)          |                       |              |        |
| Ензо Ходебар                                     | Троскок          | 17,05        | 16,64           | 7. у гр. Б    | Нису се квалификовали | 14 / 27 (29)         |                       |              |        |
| Бемжамин Кампаорео                               | Троскок          | 17,48        | 16,03           | 14. у гр. А   | Нису се квалификовали | 25 / 27 (29)         |                       |              |        |
| Кентен Биго                                      | Бацање кладива   | 80,55        | 77,95 КВ        | 4. у гр. Б    | 80,24                 | 4 / 28 (30)          |                       |              |        |
| Јан Шосинанд                                     | Бацање кладива   | 77,34        | 73,95           | 8. у гр. А    | Није се квалификовао  | 18 / 28 (30)         |                       |              |        |

#### Десетобој
| Дисциплина    | Кевин Мајер      | Кевин Мајер      | Кевин Мајер | Кевин Мајер | Кевин Мајер | Кевин Мајер |
| Дисциплина    | Лич. рек.        | Резултат         | Бод.        | Плас.       | Укупно      | Плас.       |
| ------------- | ---------------- | ---------------- | ----------- | ----------- | ----------- | ----------- |
| 100 м         | 10,50            | 10,62 ЛРС        | 947         | 6.          | 947         | 6.          |
| Скок удаљ     | 7,80             | 7,54 ЛРС         | 945         | 6.          | 1.892       | 6.          |
| Бацање кугле  | 17,08            | 14,98 ЛРС        | 788         | 9.          | 2.680       | 5.          |
| Скок увис     | 2,09             | 2,05 ЛРС         | 850         | 7.          | 3.530       | 5.          |
| 400 м         | 48,26            | 49,40 ЛРС        | 842         | 14.         | 4.372       | 6.          |
| 110 м препоне | 13,54            | 13,92 (.919) ЛРС | 985         | 4.          | 5.357       | 5.          |
| Бацање диска  | 52,38            | 49,44 ЛРС        | 859         | 5.          | 6.216       | 4.          |
| Скок мотком   | 5,45             | 5,40 ЛРС         | 1.035       | 1.          | 7.251       | 3.          |
| Бацање копља  | 73,09            | 70,31 ЛРС        | 894         | 1.          | 8.145       | 1.          |
| 1500 м        | 4:18,04          | 4:41,44 ЛРС      | 671         | 10.         | 8.816       | 1.          |
| Десетобој     | 9.126 СР, ЕР, НР |                  |             |             | 8.816 ЛРС   |             |

### Жене
| Атлетичарка                                            | Дисциплина       | Лични рекорд | Квалификације      | Квалификације | Полуфинале            | Полуфинале            | Финале                | Финале       | Детаљи |
| Атлетичарка                                            | Дисциплина       | Лични рекорд | Резултат           | Место         | Резултат              | Место                 | Резултат              | Место        | Детаљи |
| ------------------------------------------------------ | ---------------- | ------------ | ------------------ | ------------- | --------------------- | --------------------- | --------------------- | ------------ | ------ |
| Ренел Ламот                                            | 800 м            | 1:57,98      | 2:00,71 КВ         | 1. у гр. 4    | 2:00,86               | 5. у гр. 1            | Нису се квалификовале | 18 / 45      |        |
| Лаетициа Бапте                                         | 100 м препоне    | 12,80        | 13,47 кв           | 5. у гр. 5    | 12,93 (.926)          | 6. у гр. 3            | Нису се квалификовале | 18 / 38 (42) |        |
| Сирина Самба-Мајела                                    | 100 м препоне    | 12,73        | 13,15              | 4. у гр. 2    | Није се квалификовала | Није се квалификовала | Није се квалификовала | 28 / 38 (42) |        |
| Алис Финот                                             | 3.000 м препреке | 9:19,59      | 9:31,84 КВ, НР, ЛР | 1. у гр. 2    |                       |                       | 9:21,40               | 10 / 42      |        |
| Сокна Лакост Сана Гребо Sounkamba Sylla Амандин Бросје | 4 х 400 м        | 3:22,34 НР   | 3:28,89 КВ, НРС    | 3. у гр. 1    | 3:25,81               | 5 / 14 (16)           |                       |              |        |
| Нинон Шапел                                            | Скок мотком      | 4,75         | 4,50 кв            | 1. у гр Б     | 4,45                  | 11 / 26 (28)          |                       |              |        |
| Марго Шеврије                                          | Скок мотком      | 4,70         | 4,50 кв            | 5. у гр. А    | Без пласмана          | Без пласмана          |                       |              |        |
| Мелина Робер-Мишон                                     | Бацање диска     | 66,73 НР     | 61,21 кв           | 6. у гр. Б    | 60,36                 | 10 / 30               |                       |              |        |